# Hôtel Matignon

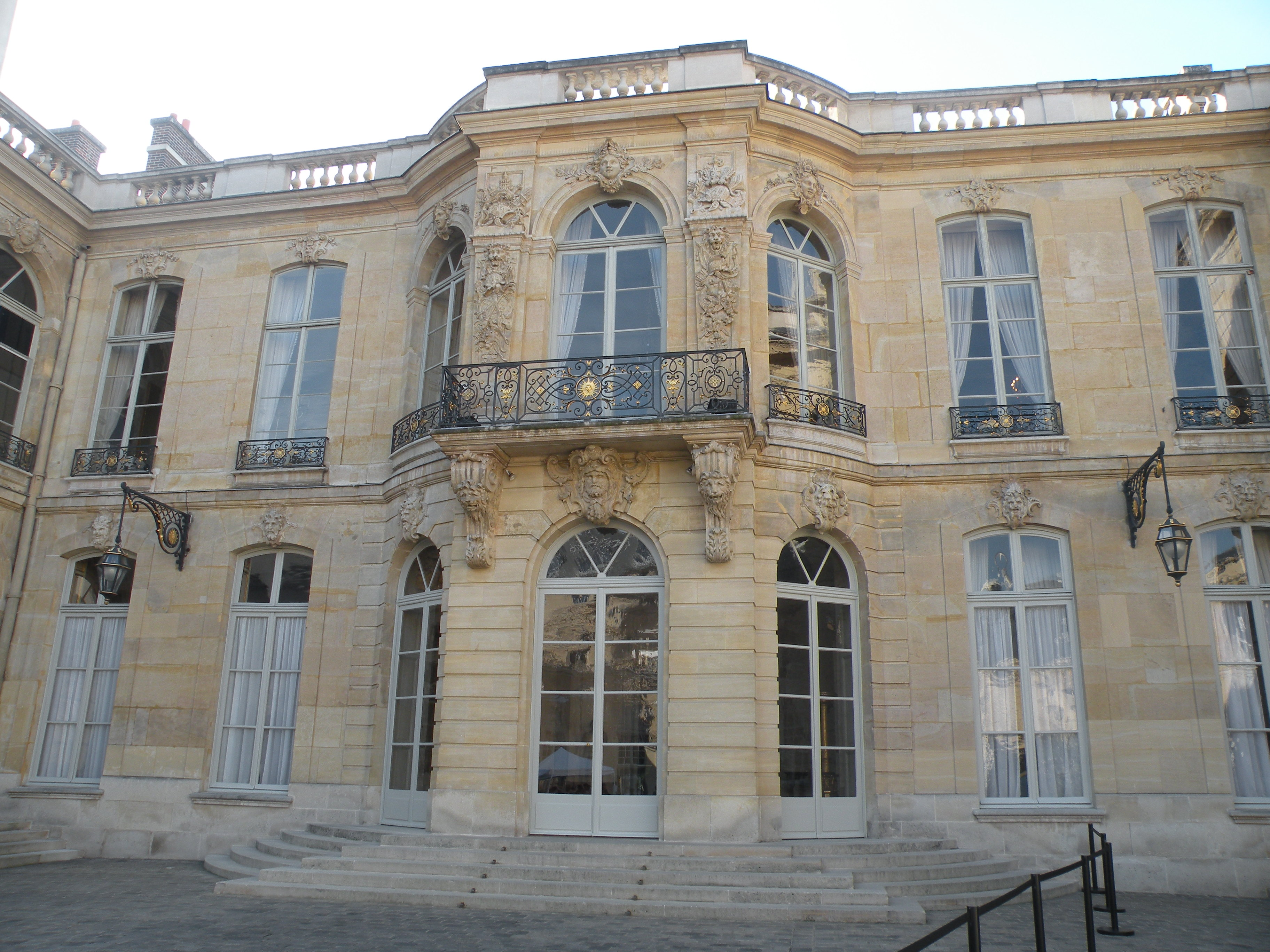
L'Hotel Matignon.

L'Hotel Matignon —Hôtel Matignon en francès— és un palau al número 57 de la Rue de Varenne al 7é districte de la ciutat de París, França, que és emprat com a residència i oficina del Primer Ministre de la República Francesa. Posseeix una part baixa, un primer pis, un pati i un parc que envolta a tot l'edifici. A la part baixa trobem quatre salons: la Galeria del Consell, el Saló Groc, el Saló Blau (emprat normalment per rebre a visitants destacats) i el Saló Vermell. A la planta superior es troba el despatx del Primer Ministre, una sala de reunions, un menjador i diverses dependències privades. Per metonímia, el Gabinet del Primer Ministre és conegut informalment com el Matignon.